# Lista de prêmios e indicações recebidos por Ben Whishaw
Está é uma lista de prêmios e indicações recebidos pelo ator britânico Ben Whishaw.

## Alliance of Women Film Journalists
A Alliance of Women Film Journalists (AWFJ) é uma organização sem fins lucrativos fundada em 2006 e localizada em Nova York, dedicada ao trabalho e apoio as mulheres na indústria cinematográfica.
| Ano  | Trabalho nomeado | Categoria                                         | Resultado | Ref(s) |
| ---- | ---------------- | ------------------------------------------------- | --------- | ------ |
| 2009 | Bright Star      | Best Depiction of Nudity, Sexuality, or Seduction | Indicado  | [ 2 ]  |

## BAFTA Awards
A British Academy of Film and Television Arts (BAFTA), é uma academia britânica responsável pela premiação anual à excelência de trabalhos realizados em cinema, televisão, filmes e em outros meios audiovisuais.
| Ano  | Trabalho nomeado               | Categoria                | Resultado | Ref(s) |
| ---- | ------------------------------ | ------------------------ | --------- | ------ |
| 2007 | Ben Whishaw                    | Orange Rising Star Award | Indicado  | [ 6 ]  |
| 2009 | Criminal Justice               | Best Leading Actor       | Indicado  | [ 7 ]  |
| 2013 | Richard II: "The Hollow Crown" | Best Leading Actor       | Venceu    | [ 8 ]  |
| 2016 | London Spy                     | Best Leading Actor       | Indicado  | [ 9 ]  |

## Bambi Awards
O Bambi é uma premiação alemã anual, destinada a premiar os melhores da televisão e música em escala global. Os prêmios são concedidos pela empresa alemã Hubert Burda Media. 
| Ano  | Trabalho nomeado                 | Categoria       | Resultado | Ref(s) |
| ---- | -------------------------------- | --------------- | --------- | ------ |
| 2006 | Perfume: The Story of a Murderer | Film – National | Venceu    | [ 10 ] |

## Behind the Voice Actors Awards
| Ano  | Trabalho nomeado | Categoria                                          | Resultado | Ref(s) |
| ---- | ---------------- | -------------------------------------------------- | --------- | ------ |
| 2015 | Paddington       | Best Male Lead Vocal Performance in a Feature Film | Indicado  | [ 11 ] |

## British Independent Film Awards
O British Independent Film Awards (BIFA) é uma organização que celebra, apoia e promove o talento cinematográfico e cinematográfico independente britânico.
| Ano  | Trabalho nomeado | Categoria               | Resultado | Ref(s) |
| ---- | ---------------- | ----------------------- | --------- | ------ |
| 2001 | My Brother Tom   | Most Promising Newcomer | Venceu    | [ 12 ] |
| 2015 | The Lobster      | Best Supporting Actor   | Indicado  | [ 13 ] |

## Broadcasting Press Guild Awards
The Broadcasting Press Guild (BPG) é uma associação britânica de jornalistas dedicados ao tema de questões gerais de mídia.
| Ano  | Trabalho nomeado | Categoria  | Resultado | Ref(s) |
| ---- | ---------------- | ---------- | --------- | ------ |
| 2009 | Criminal Justice | Best Actor | Indicado  | [ 15 ] |
| 2013 | The Hollow Crown | Best Actor | Indicado  | [ 16 ] |
| 2013 | The Hour         | Best Actor | Indicado  | [ 16 ] |

## CinEuphoria Awards
| Ano  | Trabalho nomeado | Categoria                                         | Resultado | Ref(s) |
| ---- | ---------------- | ------------------------------------------------- | --------- | ------ |
| 2013 | Cloud Atlas      | Best Supporting Actor – International Competition | Indicado  | [ 17 ] |

## Crime Thriller Awards
| Ano  | Trabalho nomeado | Categoria          | Resultado | Ref(s) |
| ---- | ---------------- | ------------------ | --------- | ------ |
| 2008 | Criminal Justice | Best Leading Actor | Indicado  | [ 18 ] |

## European Film Awards
| Ano  | Trabalho nomeado                 | Categoria      | Resultado | Ref(s) |
| ---- | -------------------------------- | -------------- | --------- | ------ |
| 2007 | Perfume: The Story of a Murderer | European Actor | Indicado  | [ 19 ] |

## Independent Spirit Awards
| Ano  | Trabalho nomeado | Categoria           | Resultado | Ref(s) |
| ---- | ---------------- | ------------------- | --------- | ------ |
| 2008 | I'm Not There    | Robert Altman Award | Venceu    | [ 20 ] |

## Gold Derby TV e Film Awards
Os Prêmios Gold Derby (ou Gold Derby TV e Film Awards) é uma cerimônia anual de premiação que tem como foco principal as realizações na televisão e no cinema.
| Ano  | Trabalho nomeado | Categoria                | Resultado | Ref(s) |
| ---- | ---------------- | ------------------------ | --------- | ------ |
| 2013 | The Hour         | TV Movie/Mini Lead Actor | Indicado  | [ 24 ] |

## International Emmy Award
| Ano  | Trabalho nomeado | Categoria                    | Resultado | Ref(s) |
| ---- | ---------------- | ---------------------------- | --------- | ------ |
| 2009 | Criminal Justice | Best Performance by an Actor | Venceu    | [ 25 ] |

## Online Film & Television Association
| Ano  | Trabalho nomeado                 | Categoria                                    | Resultado | Ref(s) |
| ---- | -------------------------------- | -------------------------------------------- | --------- | ------ |
| 2007 | Perfume: The Story of a Murderer | Best Breakthrough Performance: Male          | Indicado  |        |
| 2014 | The Hollow Crown                 | Best Actor in a Motion Picture or Miniseries | Indicado  |        |

## Royal Television Society
| Ano  | Trabalho nomeado | Categoria         | Resultado | Ref(s) |
| ---- | ---------------- | ----------------- | --------- | ------ |
| 2009 | Criminal Justice | Best Actor (Male) | Venceu    |        |

## Sochi International Film Festival
| Ano  | Trabalho nomeado | Categoria  | Resultado | Ref(s) |
| ---- | ---------------- | ---------- | --------- | ------ |
| 2001 | My Brother Tom   | Best Actor | Venceu    |        |

## Verona Love Screens Film Festival
| Ano  | Trabalho nomeado | Categoria                  | Resultado | Ref(s) |
| ---- | ---------------- | -------------------------- | --------- | ------ |
| 2002 | My Brother Tom   | Best Artistic Contribution | Venceu    |        |